# Björn Borg (Schwimmer)

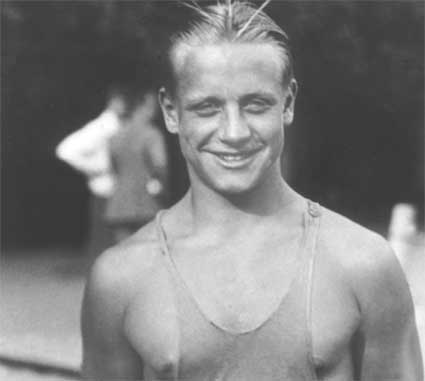
Björn Borg 1938

Björn Borg (* 14. November 1919 in Örby, Västra Götalands län; † 13. April 2009 in Zürich) war ein schwedischer Schwimmer.
Borg startete für den Norrköpings KK. Bei den Olympischen Sommerspielen 1936 gehörte er zur schwedischen Olympiamannschaft. Mit der 4 × 200-m-Freistilstaffel erreichte er am Ende den 8. Platz.
Er wurde bei den Schwimmeuropameisterschaften 1938 jeweils Europameister über 400 m Freistil und über 1500 m Freistil. In seiner Karriere stellte er fünf Europarekorde auf. Außerdem wurde er 1938 mit der Svenska-Dagbladet-Goldmedaille ausgezeichnet.